# Echium candicans
Echium candicans — вид рослин з родини шорстколисті (Boraginaceae), ендемік Мадейри.

## Опис
Багаторічний чагарник висотою до 2 метрів, розгалужений. Стебла біло-сірі. Листки від ланцетних до яєчно-ланцетних, блискучі, довжиною до 23 сантиметрів, сидячі або субсидячі, сіро-зеленого забарвлення. Квіти мають віночки, що звужуються, до 1 см, темно-синього або пурпурного кольору. Квіти зібрані в щільні, подовжені суцвіття, від 15 до 35 сантиметрів. Період цвітіння: квітень — серпень. 

## Поширення
Ендемік архіпелагу Мадейра (о-ви Мадейра, Порту-Санту).
Населяє скелі та тераси, де накопичується ґрунт з центральної гірської зони.

## Використання
Echium candicans широко розповсюджена по всьому світу як декоративна та садова рослина.

## Загрози та охорона
Основні загрози: збирання рослин, інфраструктурні роботи, такі як дороги або мережі зв'язку, рекреаційні та пов'язані з цим споруди, а також природні катастрофи, такі як зсуви, пожежі.
Вид перерахований у Додатку II Директиви про середовища проживання.

## Галерея

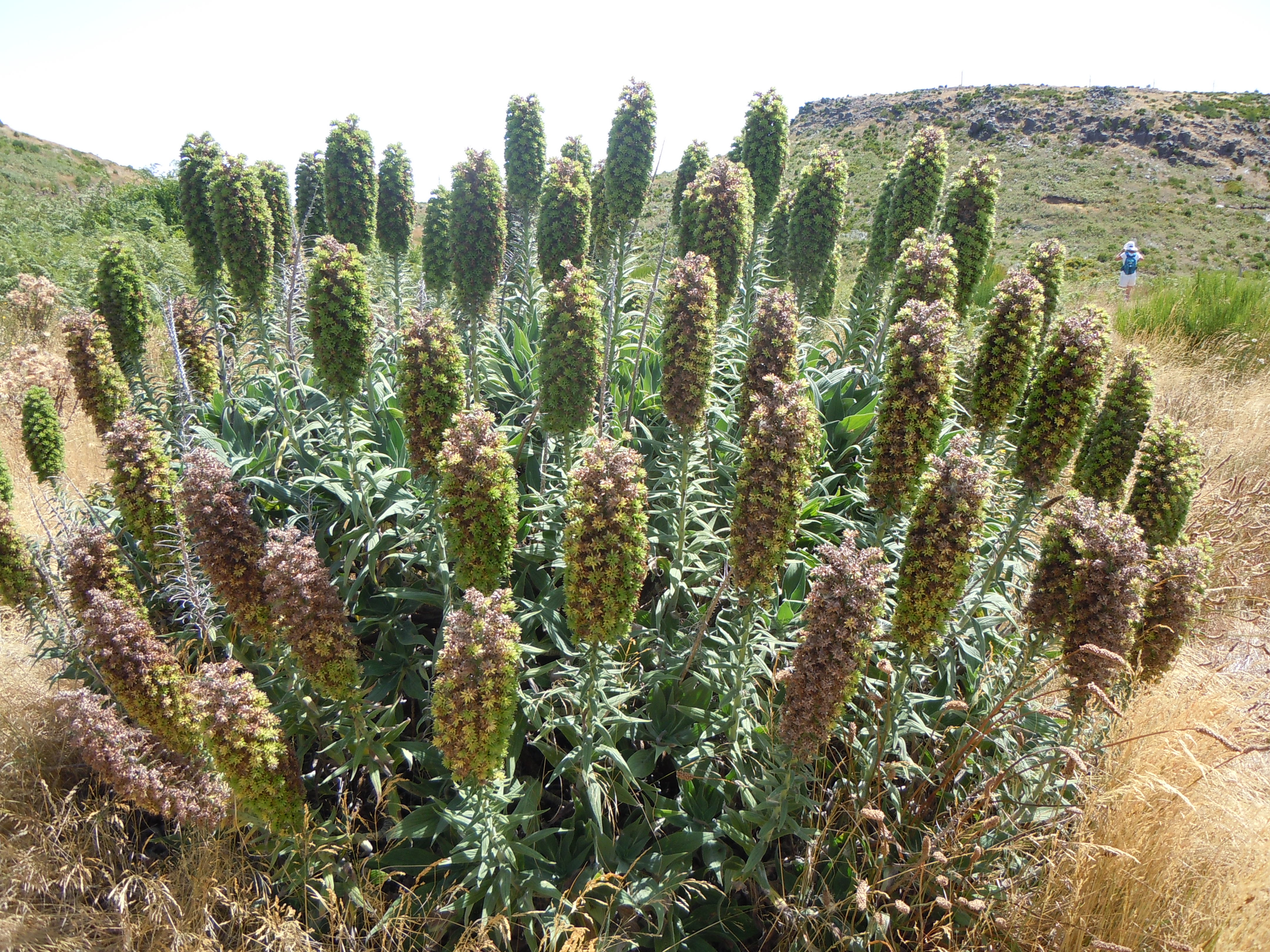
у середовищі проживання
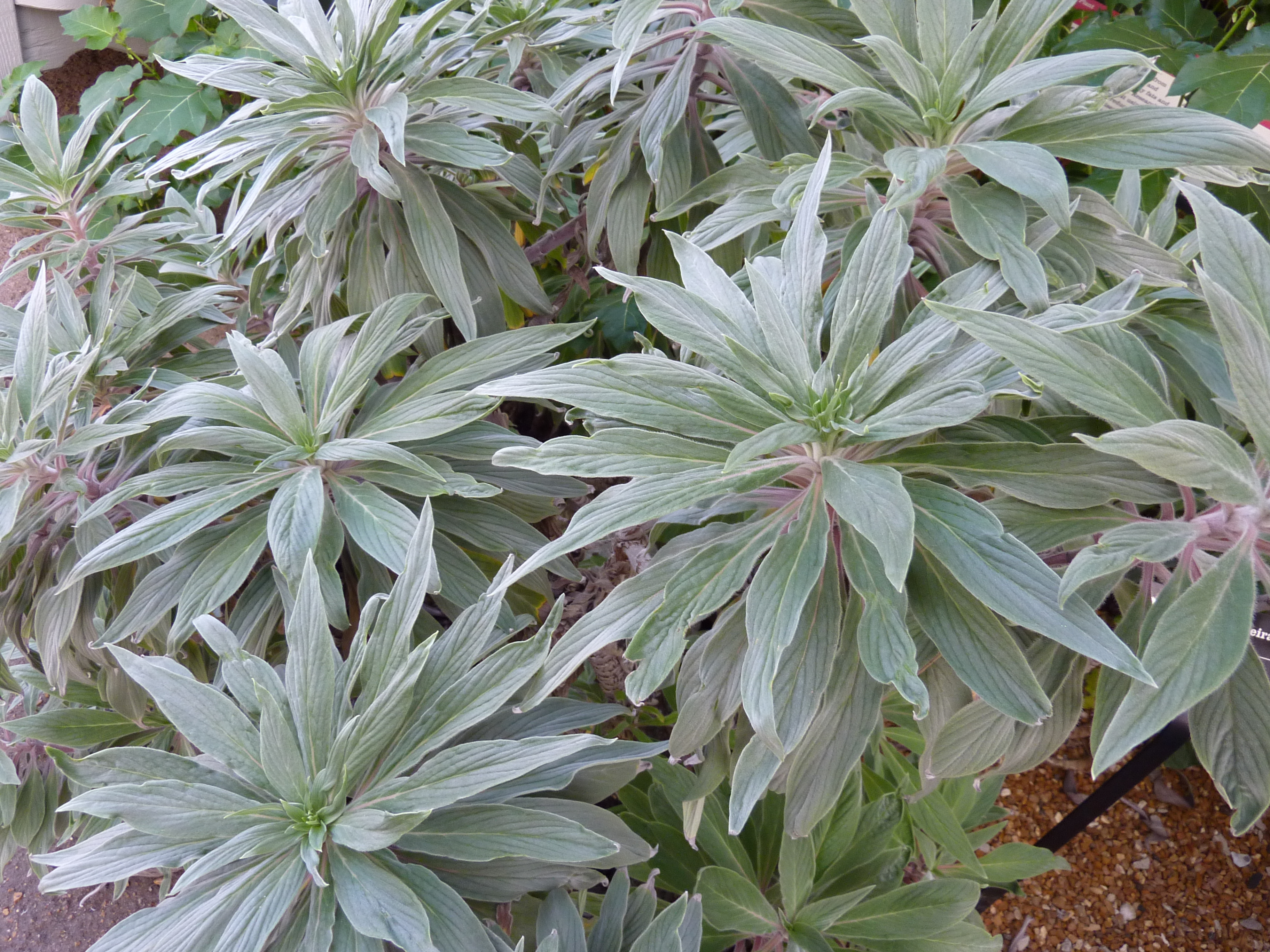
листки
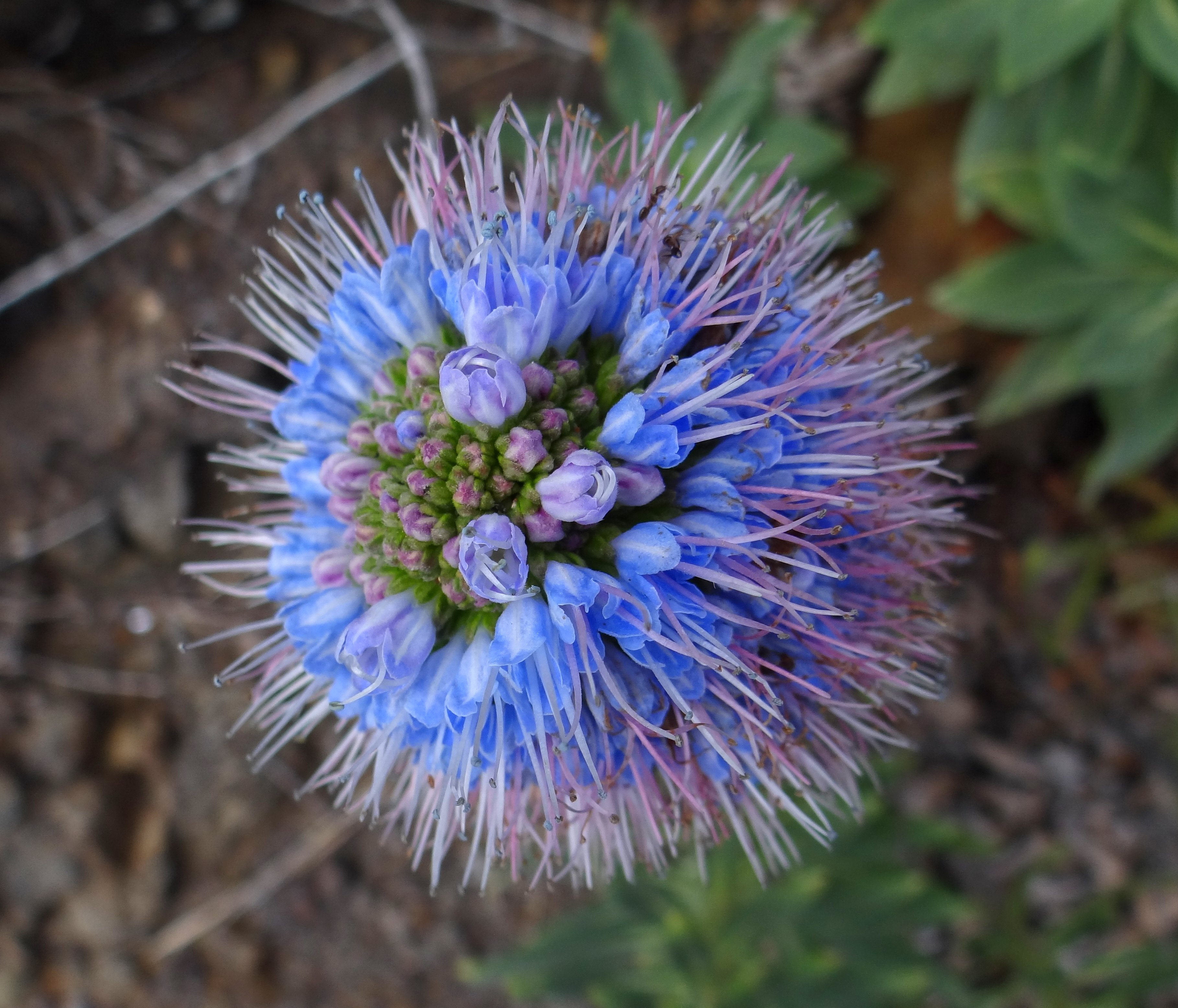
квіти